# لایل گودهیو
لایل گودهیو (انگلیسی: Lyle Goodhue) زادهٔ ۳۰ سپتامبر ۱۹۰۳ در شهرستان جاسپر، آیووا و مرگ به تاریخ ۱۸ سپتامبر ۱۹۸۱م، در سن ۷۷ سالگی در بارتلزویل، اکلاهما، یک پژوهشگر، کارشناس شیمی، حشره‌شناس و نوآور آمریکایی بود.
لایل. د. گودهی مکانیزم قوطی اسپری را تکامل داد و به خدمت مبارزه با حشرات گرفت. اختراع وی که به بمب حشرات معروف شد، طی سالهای جنگ جهانی دوم جان بسیاری، از جمله نظامیان را از خطر ابتلا به مالاریا و مرگ نجات داد.

## پیشینه
لایل. د. گودهیو سال ۱۹۰۳م، در مزرعه ای واقع در بخش مرکزی ایالات متحده آمریکا به دنیا آمد. به علت ضعف بینایی تا سن ۹ سالگی، تحصیل در دبستان را آغاز نکرد. بعدها در دوران بازنشستگی اذعان کرد که طبق تعریف قانون، وی نابینا محسوب می‌شود.
لایل گودهیو در زادگاه خود نیوتون، آیووا به دبیرستان رفت و در سال۱۹۲۴م، تحصیلات متوسطه را به پایان رساند. سپس تحصلات خود را در دانشگاه ایالتی آیووا ادامه داد و به ترتیب در سال ۱۹۲۸م، مدرک کارشناسی شیمی، سال ۱۹۲۹م، کارشناسی ارشد در رشته شیمی گیاهی و نهایتاً سال ۱۹۳۴م، دکترای شیمی گیاهی دریافت کرد. لایل گودهیو در سال ۱۹۲۹م، در حالی که هنوز مشغول تحصیل بود با زنی به نام «هلن» ازدواج کرد. این زوج بعدها صاحب دو دختر و یک پسر شدند.

### پیشینه شغلی و حرفه ای
تکمیل و بهره‌برداری از قوطی اسپری که به عنوان یک اختراع جدید در سال ۱۹۲۹م، ثبت شده بود به علت هزینهٔ زیاد و بازده ای کم، عملاً متوقف شده بود. در طول جنگ جهانی دوم بنابر نیاز شدید به مبارزه با حشرات خطرناک از جمله  پشه مالاریا و حمایت اقتصادی دولت ایالات متحده، لایل گودهیو موفق شد مکانیزم پمپ هواپخش و قوطی اسپری را تکامل داده و به خدمت مبارزه با حشرات درآورد. وی نمونهٔ تکمیل شده‌ای از قوطی اسپری حشره کش که از سال ۱۹۴۱م، در بهبود و تکمیلش کوشیده بود را سرانجام در سال ۱۹۴۳م، در دفتر بایگانی اختراعات واقع در واشینگتن، دی.سی. ثبت کرد. در آن هنگام لایل گودهیو در استخدام وزارت کشاورزی ایالات متحده بود و امتیاز بهره‌برداری از این اختراع به دولت ایالات متحده آمریکا واگذار شد. لایل گودهیو دارای نوآوریهای ثبت شده دیگری نیز بود. از جمله وسیله ای معروف به بمب حشره که بین سال ۱۹۴۱ تا ۱۹۴۵م، بیش از بیش از ۴۰ میلیون واحد در اختیار نظامیان قرار گرفت. در عمل قوطی اسپری حشره کش و بمب حشره، طی سالهای جنگ جهانی دوم جان بسیاری، از جمله نظامیان را از خطر ابتلا به مالاریا و مرگ نجات داد.
پس از پایان جنگ در سال ۱۹۴۵م، لایل گودهیو به عنوان سرپرست بخش پژوهش به شرکت آیروسول واقع در نودشا، کانزاس پیوست و به عضویت هیئت مدیره آن درآمد. این شرکت که در بدو امر با هدف تولید محصولات ضد حشره، در خدمت ارتش، تأسیس شده بود، بزودی خط تولید خود را تغییر و تناسب داد و به بزرگ‌ترین تولیدکننده قوطی‌های اسپری مصرفی از جمله عطر، رنگ و غیره تبدیل شد.
در سال ۱۹۴۷م، لایل گودهیو در مقام شیمیدان ارشد پژوهشگر و مدیر پژوهش مواد شیمیایی کشاورزی به شرکت نفت فیلیپس، واقع در بارتلزویل، اکلاهما پیوست. در طول عمر پر ثمر خود، لایل گودهیو ۹۸ اختراع را به نام خود ثبت کرد. اما خود او اعتقاد داشت که مهم‌ترین دست‌آورد وی کشف شیوه ای بود که هجوم پرندگان را از طریق واکنش‌های رفتاری کنترل و پرندگان را پراکنده می‌کرد.
لایل گودهیو در سال ۱۹۶۸م، بازنشسته شد و سال ۱۹۸۱م، در سن ۷۷ سالگی در بارتلزویل، اکلاهما واقع در ایالات متحده آمریکا در گذشت.